# Olasz irodalom
A Római Birodalom felbomlásától a 16. századig jórészt a latin az irodalom nyelve Itáliában. A városállamok létrejötte, demokratizmusa viszont hozzájárul az olasz nyelvű irodalom kialakulásához és gyors fejlődéséhez, bár kezdetben még a francia irodalom példái hatnak.

## A középkor irodalma

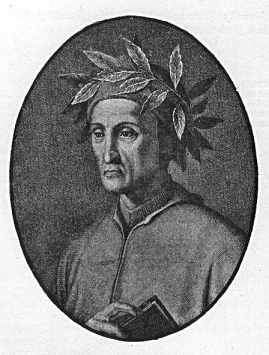
Dante Alighieri

II. Frigyes német-római császár udvarában kialakul a szicíliai iskola költői termése. Képviselői Jacopo da Lentino, Pier della Vigna és maga Frigyes császár.
Jelentős az Észak és Közép-itáliai vallásos költészet is, melynek két jelentős alakja:
- Assisi Szent Ferenc (Giovanni Bernardone, 1181–1226) olasz vallási reformer, költő Naphimnusza révén lett ismert. Ma az ország védőszentje.
- Jacopone da Todi (1230–1306), laudákat ír, híres himnuszokat szerez.

A 13. században Marco Polo (1254–1323) emlékirataival tűnik fel, ezt az alkotást fordítják le korában a legtöbb nyelvre.
A század legfontosabb irányzata a dolce stil novo, amelyben a művészi tudatosság filozofikus igénnyel párosul. Jelentős képviselői:
- Guido Cavalcanti (1255?–1300)
- Cino da Pistoia (1265?–1336)
- Dante Alighieri (1265–1321): ő már a középkor és a reneszánsz határán áll. Főműve az Isteni színjáték (Divina Commedia, 1307–1320), még középkori vallási elképzeléseken alapul, de a részletekben már humanista értékek hirdetője. Dante emelte e művével a toszkán nyelvet az irodalmi olasz nyelv alapjává.

## A reneszánsz irodalom

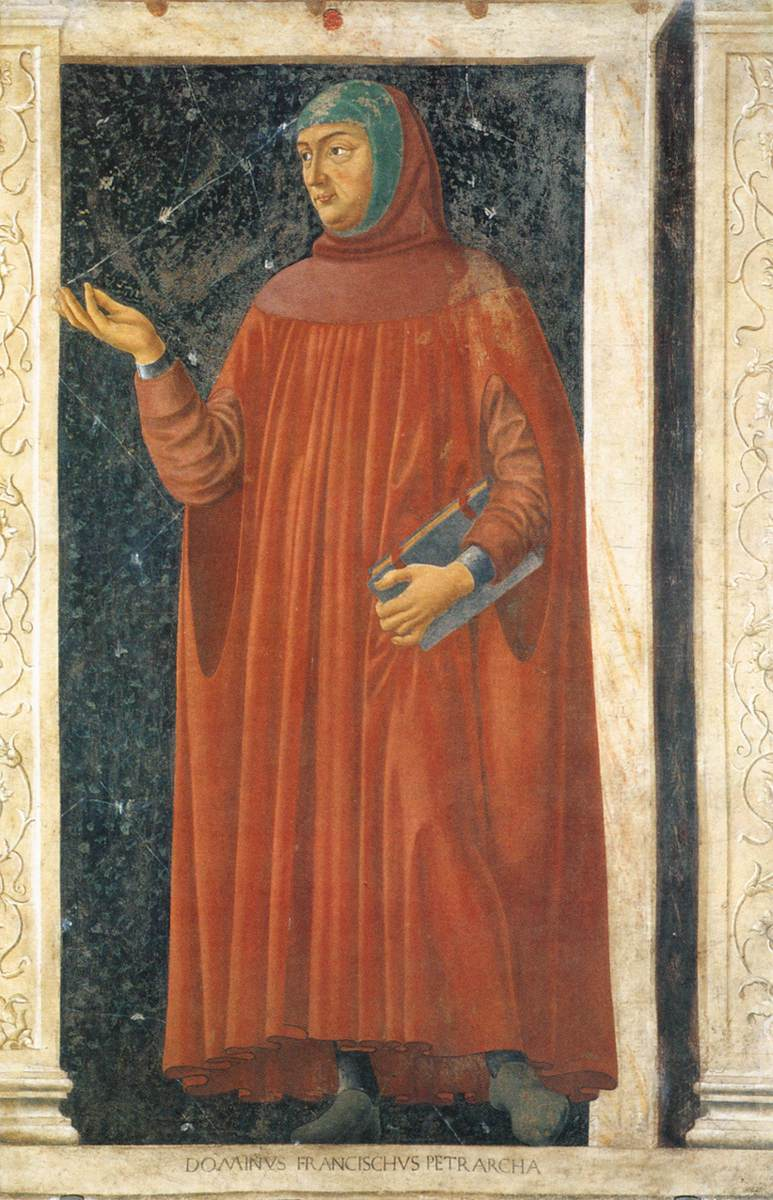
Francesco Petrarca

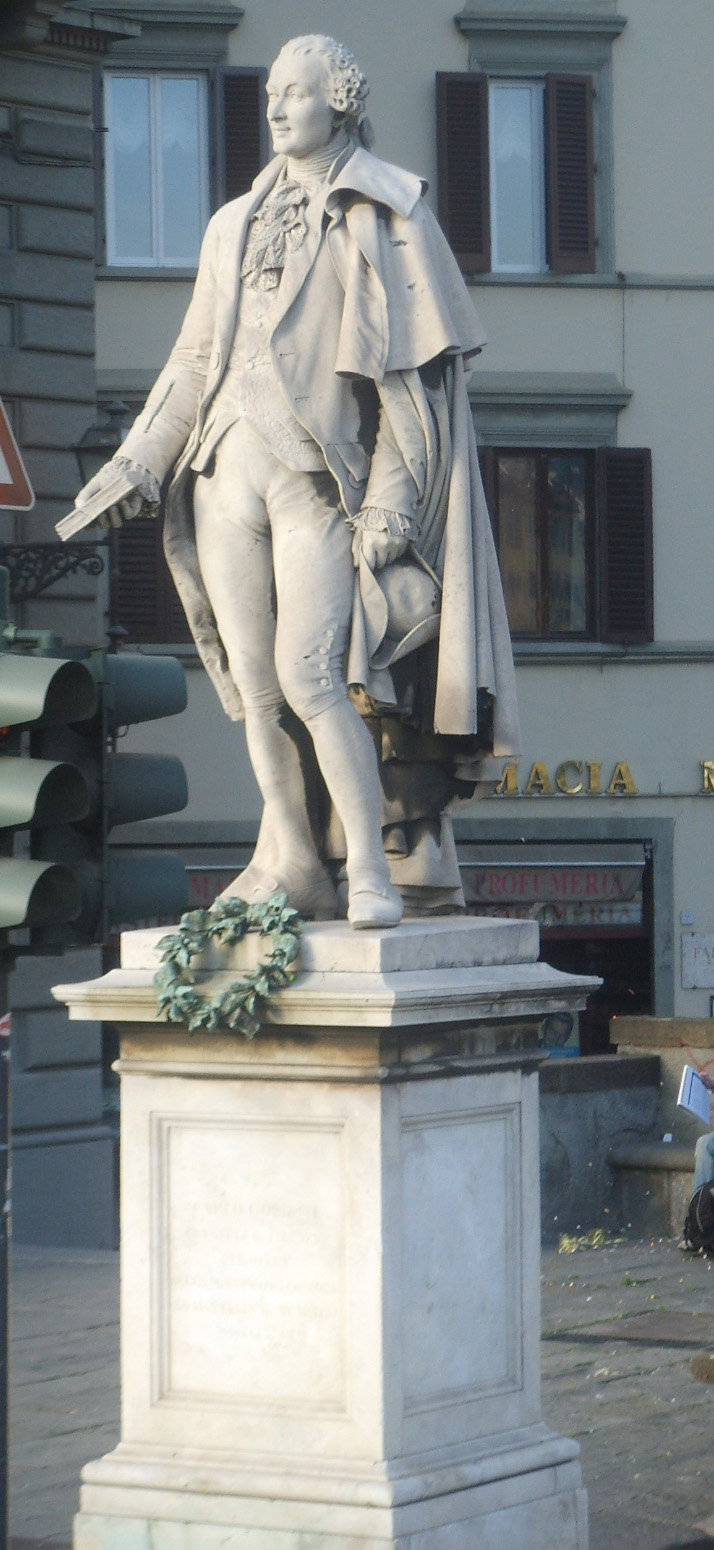
Carlo Goldoni (Firenze)

Az olasz irodalom világirodalmi szintre emelkedése Dante, Boccaccio és Petrarca nevével függ össze.
- Francesco Petrarca (1304–1374) az első humanista, irodalomszervező, jelentős Daloskönyve, 1341-ben koszorús költő lett.
- Giovanni Boccaccio (1313–1375) az olasz és európai novellairodalom mestere, Dekameron (1348–55) című novelláskötete egyedülálló és úttörő kísérlete a kornak.
- Michelangelo
- Vittoria Colonna
- Baldassare Castiglione

A 16. század irodalmának két kimagasló egyénisége már az eposz műfajának kezdeményezőjévé vált:
- Ludovico Ariosto (1474–1533): Őrjöngő Roland című eposza kezdeményező erejű.
- Torquato Tasso (1544–1595): az olasz eposz nagymestere, fő műve a Megszabadított Jeruzsálem (1575, eposz) nagy hatást gyakorolt a későbbi európai eposzirodalomra.

## 18. század irodalma
A 18. században az olasz irodalom ismét fellendül és elsősorban a dráma terén mutat növekvő sikereket. Három kiemelkedő jelentőségű alkotó neve érdemel figyelmet:
- Pietro Metastasio (1698–1782): melodrámáival válik a korszak népszerű írójává, de hatása is jelentős.
- Carlo Goldoni (1707–1793): velencei komédiaíró a vígjáték és a színház megújítója.
- V. Alfieri (1749–1803): drámaíró, máig az olasz irodalom legnagyobb tragédiaírója.

## 19. század irodalma
A romantika olasz irodalmának legismertebb képviselője Giacomo Leopardi (1798–1837) volt.

## 20. századi olasz irodalom
A drámairodalom kimagasló alakja a századfordulón Luigi Pirandello (1867–1936)
Az olasz líra legkiemelkedőbb képviselője ebben az időszakban: Gabriele D’Annunzio (1863–1938), a l'art pour l'art hirdetője, kinek a dekadencia és a szimbolizmus is megjelenik műveiben.
Irányzatok szerint:
A neorealizmus képviselőinek célja az olasz társadalom problémáinak feltárása volt.
- Ignazio Silone (1900–1978) regényíró
- Alberto Moravia (Pincherle) (1907–1990), a realista regény és novella képviselője, leghíresebb műve a II. világháborúban játszódó Egy asszony meg a lánya című regény.
- további írók: Cesare Pavese (1908–1950), Beppe Fenoglio, Italo Calvino (1923–), Vasco Pratolini (1913–), Corrado Alvaro, Francesco Jovine, Carlo Levi, Vitaaliano Brancati, Leonardo Sciascia, Domenico Rea.

A crepuscolarismo írói: Sergio Corazzini, Corrado Govoni, Marino Moretti.
A futurizmus képviselői:
- Filippo Tommaso Marinetti (1876–1944) az olasz futuristák vezetője, programjuk megfogalmazója.
- további alakjai: Aldo Palazzeschi, Luciano Folgore, Ardengo Soffici, Corrado Govoni.

A hermetizmus képviselői:
- Giuseppe Ungaretti (1888–1970): az irányzat legreprezentatívabb alakja.
- további írók: Camillo Sbarbaro, Clemente Rebora, Dino Campana, Arturo Onofri, Alfonso Gatto, Vittorio Sereni, Mario Luzi.

A hermetizmussal rokon vonásokat mutató műveket írtak: Salvatore Quasimodo Nobel-díjas költő, kit az emberiség nagy problémái foglalkoztattak, valamint Eugenio Montale, Umberto Saba és Vincenzo Cardarelli.
A neoavantgárd képviselői: Edoardo Sanguineti, Franco Fortini, Andrea Zanzotto.
A posztmodern olasz irodalom vezéregyénisége: Umberto Eco (1932–2016).

## Magyar nyelvű olasz irodalomtörténetek
- A. Bartoli – J. A. Symonds: Az olasz nép és irodalom története, Athenaeum Irodalmi és Nyomdai R. T., Budapest, 1892, 156 p
- Fenini Caesar: Az olasz irodalom rövid története, Franklin-Társulat Magyar Irod. Intézet és Könyvnyomda, Budapest, 1894, 171 p
- Radó Antal: Az olasz irodalom története I–II., Magyar Tudományos Akadémia kiadása, Budapest, 1896
- Várady Imre: Az olasz irodalom kis tükre, Magyar Szemle Társaság, Budapest, 1931, 80 p
- Villani Lajos: Olasz irodalom, Dr. Vajna És Bokor kiadása, Budapest, 1942, 182 p
- Madarász Imre: Az olasz irodalom története, Attraktor Kft., Máriabesnyő-Gödöllő, 2003, ISBN 9789632106304, 357 p